# Marianne Jehle-Wildberger

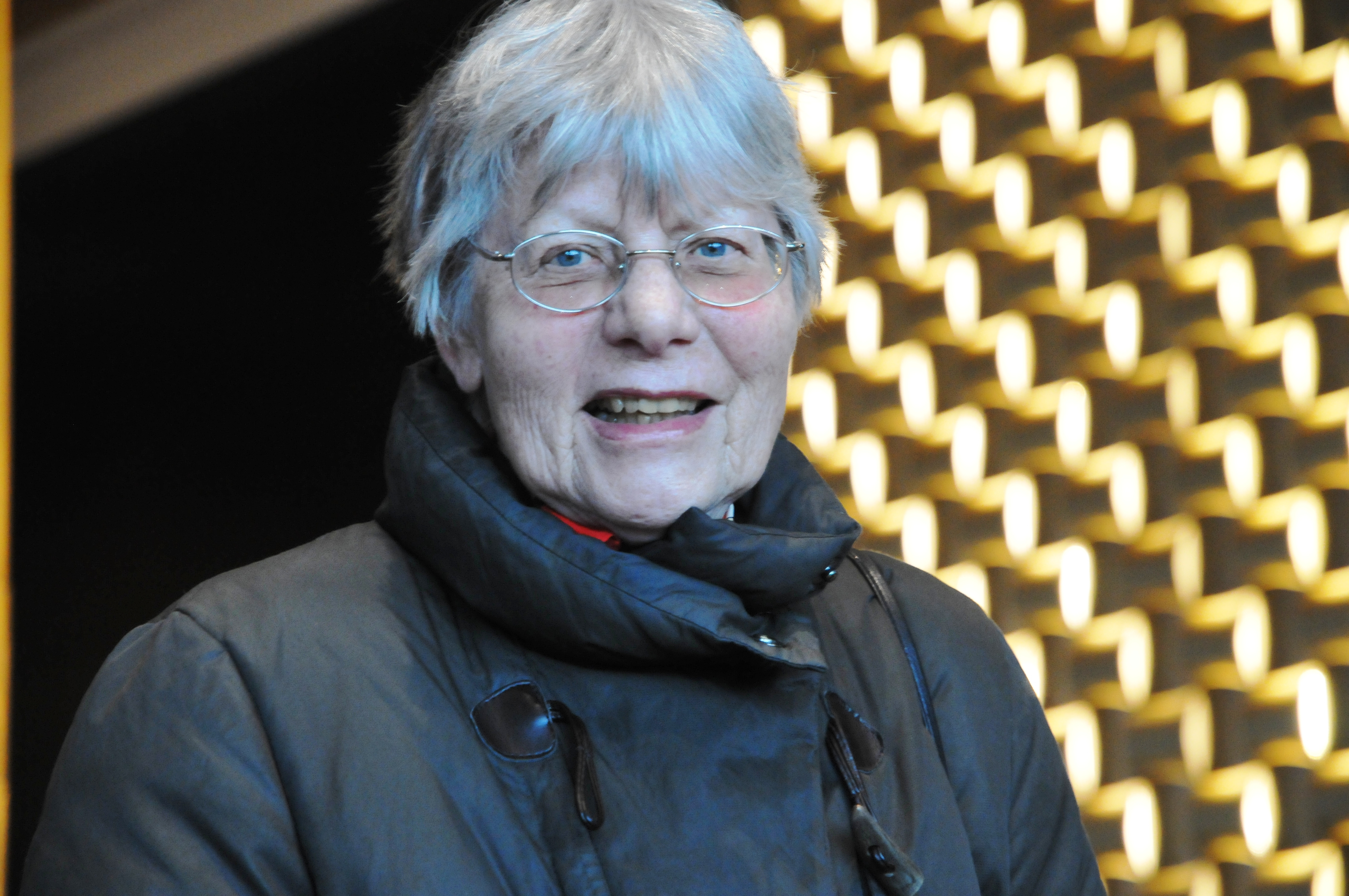
Marianne Jehle-Wildberger

Marianne Jehle-Wildberger (* 25. Mai 1937 in Schaffhausen) ist eine Schweizer Historikerin. 1970 bis 2000 unterrichtete sie Geschichte und Deutsch an der Kantonsschule Sargans sowie an der Interstaatlichen Maturitätsschule für Erwachsene (ISME). Als Publizistin trat sie vor allem mit Studien zur Kirchen- und zur Frauengeschichte hervor.

## Leben
Marianne Jehle-Wildberger wuchs als Tochter des Alttestamentlers und Religionswissenschaftlers Hans Wildberger in Wilchingen, Luzern und Zürich auf. Sie studierte Geschichte, Deutsch und Kirchengeschichte an der Sorbonne und an der Universität Zürich. Ab 1965 lebte sie als Frau des Theologen Frank Jehle in Grub AR, ab 1970 in Trübbach SG und ab 1982 in St. Gallen, wo ihr Mann das Universitätspfarramt bekleidete.
Früh engagierte sie sich in der Frauenarbeit, war Mitglied des Vorstands des «Evangelischen Frauenbunds der Schweiz» (heute «Evangelische Frauen Schweiz»), Kopräsidentin der Herausgeberinnenkommission der ökumenischen Zeitschrift Schritte ins Offene sowie Kopräsidentin der «Evangelischen Frauenhilfe St. Gallen». In St. Gallen ist sie aktiv in der Flüchtlingsarbeit – sowohl als Vorstandsmitglied der «Solidaritätshauses» in St. Fiden als auch als ehrenamtliche Deutschlehrerin an der «Schule Integra». Marianne Jehle-Wildberger ist Mutter zweier Söhne.

## Publikationen (Auswahl)
- Kleine St. Galler Reformationsgeschichte. Zusammen mit Frank Jehle. Zollikofer Fachverlag, St. Gallen 1977; 2. Auflage 1987, 3. Auflage, TVZ, Zürich 2006, ISBN 978-3-290-17414-9.
- Das Gewissen sprechen lassen. Die Haltung der Evangelisch-Reformierten Kirche des Kantons St. Gallen zum Kirchenkampf, zur Flüchtlingsnot und zur Flüchtlingspolitik 1933–1945. TVZ, Zürich 2001, ISBN 978-3-290-17233-6.
- Anna Schlatter-Bernet 1773–1826. Eine weltoffene St Galler Christin. VGS, St. Gallen / TVZ, Zürich 2003, ISBN 978-3-290-17301-2.
- Adolf Keller (1872–1963). Pionier der ökumenischen Bewegung. TVZ, Zürich 2008, ISBN 978-3-290-17473-6.
- Adolf Keller (1872–1963): Ecumenist, World Citizen, Philanthropist. Cascade Books, Eugene, Or. 2013, ISBN 978-1-62032-107-2.
- C. G. Jung und Adolf Keller: über Theologie und Psychologie. Briefe und Gespräche. TVZ, Zürich 2014, ISBN 978-3-290-17770-6.
  - On Theology and Psychology. A Correspondence. C. G. Jung and Adolf Keller. Edited by Marianne Jehle-Wildberger. Translated by Heather McCartney with John Peck. Philemon Foundation Series. Princeton University Press, Princeton/Oxford 2020, ISBN 978-0-691-19877-4.[1][2]
- «Wo bleibt die Rechtsgleichheit?» Dora Rittmeyer-Iselin (1902–1974) und ihr Einsatz für Flüchtlinge und Frauen. TVZ, Zürich / VGS, St. Gallen 2018, ISBN 978-3-290-18177-2. (TVZ) und ISBN 978-3-7291-1173-8 (VGS).
- «Du bist wirklich souverän.» Die religiös-soziale Anwältin Susanne Steiner-Rost (1908–1991). TVZ / VGS, Zürich / St. Gallen 2021, ISBN 978-3-290-18382-0.